# Семенов Олексій Анатолійович
Олексій Анатолійович Семенов (рос. Алексей Анатольевич Семёнов; 10 квітня 1981, м. Мурманськ, СРСР) — російський хокеїст, захисник. Виступає за СКА (Санкт-Петербург) у Континентальній хокейній лізі. 
Вихованець хокейної школи «Судоверф» (Мурманськ). Виступав за «Крила Рад» (Москва), «Садбері Вулвз» (ОХЛ), «Гамільтон Бульдогс» (АХЛ), «Едмонтон Ойлерс», СКА (Санкт-Петербург), «Флорида Пантерс», «Рочестер Амерікенс» (АХЛ), «Салават Юлаєв» (Уфа), «Сан-Хосе Шаркс», «Динамо» (Москва).
В чемпіонатах НХЛ — 211 матчів (7+26), у турнірах Кубка Стенлі — 8 матчів (0+0).
У складі національної збірної Росії учасник EHT 2005.
Досягнення
- Володар Кубка Шпенглера (2010).